# 오우치촌 (오이타현)
오우치촌(大内村)은 오이타현 히가시쿠니사키군에 있던 촌이다. 현재의 기쓰키시의 일부에 해당한다.

## 지리
다카야마강의 하구부 히가시쿠니사키군의 최서단에 위치했다.

## 역사
- 1875년 - 구니사키군 4개의 촌이 합병해 오우치촌이 성립하였다.
- 1889년 4월 1일 - 정촌제 시행에 의해 히가시쿠니사키군 오우치촌이 촌제를 시행해 성립하였다.
- 1938년 4월 1일 - 구 기쓰키정과 합병해 새로운 기쓰키정이 성립하여 폐지되었다.

## 교통

### 철도
- 1922년에 구니사키 철도 (오이타 교통 구니사키선) 오우치역이 설치되었다.

## 참고문헌
- 角川日本地名大辞典 44 大分県
- 『市町村名変遷辞典』東京堂出版、1990年。